# Alberto Giovannini (giornalista)
Alberto Giovannini (Milano, 9 ottobre 1912 – Roma, 28 ottobre 1984) è stato un giornalista e scrittore italiano.

## Biografia

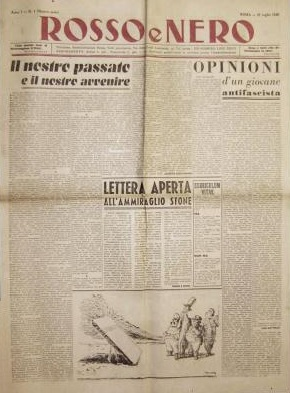
Un numero di «Rosso e Nero» (1946-1948).

Di umili origini (il padre era operaio), aderì giovanissimo al fascismo. Dal 1935 al 1938 fu direttore de «L'Assalto», giornale della federazione fascista di Bologna. Poi lavorò al «Popolo d'Italia» e fino al 1940 diresse a Mogadiscio il quotidiano «Somalia fascista» e poi il «Giornale di Dalmazia» a Zara (1941-43). Dopo l'armistizio partecipò alla stagione della Repubblica Sociale Italiana, dirigendo il settimanale «L'ora» di Mondadori (1944-1945).
Nel 1946, d'accordo con Pietro Nenni, Giovannini fondò la rivista «Rosso e Nero» (1946-1948) con l'intento di conciliare il fascismo con il socialismo. Il primo numero uscì il 27 luglio. Con il settimanale Giovannini intendeva portare avanti il proprio progetto di conciliare l'esperienza degli ex fascisti con la linea politica dei socialisti.
Vi collaborarono Ignazio Silone (direttore all'epoca dell'«Avanti!»), Cesare Rossi e il giovane Ugo Zatterin.
Quanto a Giovannini, subì delle conseguenze penali: accusato di apologia del fascismo, il giornale venne sequestrato e lui fu denunciato e mandato in Abruzzo in domicilio coatto. La rivista riprese le pubblicazioni il 21 novembre 1947, poi chiuse nel 1948. In seguito Giovannini lavorò al settimanale «Il Borghese» di Leo Longanesi e al quotidiano «Il Tempo» di Roma.
Nel 1957 Giovannini fu chiamato dall'armatore ed editore Achille Lauro al vertice del quotidiano «Roma», che diresse fino al 1967: proprio in quell'anno fu l'artefice dell'arrivo del futuro campione del mondo Dino Zoff al Napoli, spacciandosi per presidente della squadra di proprietà dello stesso Achille Lauro. Nel 1967 vinse il Premio Marzotto per il giornalismo. Dal 1972 al 1975 diresse il «Giornale d'Italia». Nel 1975 pubblicò I giorni dell'odio: Italia 1945. Dal 1976 al 1978 fu nuovamente direttore del «Roma».
Nel 1982 Giorgio Almirante lo volle alla guida del «Secolo d'Italia», per rilanciare il quotidiano del Movimento Sociale Italiano - Destra Nazionale e farlo uscire dalla dimensione di giornale di partito ed aprirlo a collaborazioni nell'area culturale della destra. Lo diresse fino alla morte, sopraggiunta nel 1984.

## Opere
- La tragedia dell'Ungheria, 1957, Roma, Ed. ITE
- I giorni dell'odio: Italia 1945, 1975 Roma, Ciarrapico editore
- Lettera a Marzia, 2003, Tabula Fati